# جيمي تود
جيمي تود (بالإنجليزية: Jimmy Todd)‏ (19 مارس 1921 ببلفاست في المملكة المتحدة - 21 ديسمبر 2007 بستوك أون ترينت في المملكة المتحدة) هو لاعب كرة قدم بريطاني (وحمل سابقاً جنسية المملكة المتحدة لبريطانيا العظمى وأيرلندا) في مركز الوسط. لعب مع بورت فايل ونادي بلاكبول وستافورد رينجرز ونادي تلفورد يونايتد.